# Babilonia 3ra. Sección
Babilonia 3ra. Sección är en ort i Mexiko.   Den ligger i kommunen Palenque och delstaten Chiapas, i den sydöstra delen av landet, 800 km öster om huvudstaden Mexico City. Babilonia 3ra. Sección ligger 159 meter över havet och antalet invånare är 183.
Terrängen runt Babilonia 3ra. Sección är kuperad söderut, men norrut är den platt. Runt Babilonia 3ra. Sección är det ganska glesbefolkat, med 34 invånare per kvadratkilometer. Närmaste större samhälle är El Desierto, 5,4 km norr om Babilonia 3ra. Sección. Omgivningarna runt Babilonia 3ra. Sección är en mosaik av jordbruksmark och naturlig växtlighet.